# Armadillidium humile
Armadillidium humile är en kräftdjursart som beskrevs av Hans Strouhal 1936. Armadillidium humile ingår i släktet Armadillidium och familjen klotgråsuggor. Inga underarter finns listade i Catalogue of Life.